# Bilderbergconferentie 1981
De Bilderbergconferentie van 1981 werd gehouden van 14 t/m 17 mei 1981 in Bürgenstock, Zwitserland. Vermeld zijn de officiële agenda indien bekend, alsmede namen van deelnemers indien bekend. Achter de naam van de opgenomen deelnemers staat de hoofdfunctie die ze op het moment van uitnodiging uitoefenden.

## Agenda
- What should Western policy be toward the Soviet Union in the 1980's? (Wat zou het westerse beleid moeten zijn ten aanzien van de Sovjet-Unie in de jaren tachtig)
  - Changes in the Soviet Union (Veranderingen in de Sovjet-Unie)
  - Assessing Soviet Intentions (beoordeling van de bedoelingen van de Sovjet-Unie)
  - Arms Negotiations and the Military Balance (Wapenonderhandelingen en de militaire balans)
- Obstacles to effective coordination of Western policies (obstakels voor effectieve coördinatie van Westers beleid)
  - Internal Stresses and Strains (Interne krachten en spanningen)
  - The Need for Consultation (De noodzaak van onderzoek)
  - The Middle East (Het Midden-Oosten)
- How can the Western economies put their house in order? (Hoe kunnen de westerse economieën hun huis op orde krijgen)
  - President Reagan's Economic Program (het economische programma van president Reagan)
  - The State's Growing Share of the National Product (De groeiende verdeling van het Nationaal Product in de States)
  - The Decline in Productivity and Economic Growth (De achteruitgang van productiviteit en economische groei)
  - Political Aspects (politieke aspecten)
- Panel on Current International Economic Issues (panel op huidige internationale economische zaken)
  - East-West Economic Relations (economische Oost-West relaties)
  - Energy (Energie)
  - Japan's Performance Gedrag van Japan)
  - Trade and Protectionism (Handel en protectionisme)
  - Interest Rates and Exchange Rates (rente- en wisselkoersen)
  - Recycling and Debts (recycling en tegoeden)
  - The North-South Dialogue (De Noord-Zuid dialoog)
  - International Economic Cooperation (Internationale economische samenwerking)
- Discussion of Current Events (Discussie over huidige stand van zaken)
  - Foreign Policy Prospects Under the New U.S. Administration (Mogelijkheden voor buitenlandbeleid onder de nieuwe VS Administration)
  - Analyzing the French Election Results (Analyse van de Franse verkiezingsuitslagen)
  - Crises Outside the NATO Area (Crises buiten het NAVO-gebied)

## Deelnemers
- Nederland - Koningin Beatrix, staatshoofd der Nederlanden
- Nederland - Ernst van der Beugel, Nederlands emeritus hoogleraar Internationale Betrekkingen RU Leiden
- Nederland - Laurens Jan Brinkhorst, algemeen directeur milieu, nucleaire veiligheid en burgerbescherming Europese Commissie
- Duitsland - Walter Scheel, voorzitter conferentie
- Nederland - Victor Halberstadt, lid stuurgroep, secretaris conferentie
- Verenigde Staten - Paul B. Finney, lid stuurgroep, secretaris conferentie
- Nederland - Willem F. Duisenberg, lid stuurgroep, penningmeester conferentie
- Zwitserland - Aeppli, Oswald
- Italië - Agnelli, Giovanni, lid adviesgroep
- Denemarken - Andersen, Tage
- Oostenrijk - Androsch, Hannes
- Verenigde Staten - Ball, George W., lid adviesgroep
- Portugal - Balsemao, Francisco P.
- Verenigde Staten - Bennett, Jack F., lid stuurgroep
- Bertram, Christoph
- Nederland - Beugel, Ernst H. van der
- Turkije - Beyazit, Selahattin, lid stuurgroep
- Denemarken - Bjol, Erling
- Canada - Black, Conrad M.
- Nederland - Brinkhorst, Laurens J.
- Verenigde Staten - Bundy, William P., lid adviesgroep
- Spanje - Camunas Solis Ignacio
- Griekenland - Carras, Costa
- Verenigde Staten - Eliot, Theodore L., Jr., lid stuurgroep
- Verenigde Staten - Finley, Murray H., lid stuurgroep
- Canada - Fisher, Gordon N.
- Luxemburg - Flesch, Colette
- Canada - Ford, Robert A. D.
- Noorwegen - Frydenlund, Knut
- Zwitserland - Furer, Arthur
- Zwitserland - Furgler, Kurt
- Zwitserland - Gerber, Fritz
- Zweden - Gustafsson, Sten
- Iran - Hallgrimsson, Geir, lid stuurgroep
- Verenigd Koninkrijk - Healey, Denis W.
- Verenigde Staten - Heinz, Henry J., II, lid adviesgroep
- Duitsland - Herrhausen, Alfred, lid stuurgroep
- Finland - Horn, Tankmar
- België - Houthuys, Josef
- Verenigd Koninkrijk - Hurd, Douglas R.
- Noorwegen - Hysing-Dahl, Per
- Oostenrijk - Igler, Hans
- Turkije - Inan, Kamran
- Zwitserland - Iselin, F. Emmanuel
- België - Janssen, Daniel E., lid stuurgroep
- Verenigde Staten - Jordan, Vernon E., Jr., lid stuurgroep
- Frankrijk - Julien, Claude
- Duitsland - Kaske, Karlheinz
- Verenigde Staten - Kirkpatrick, Jeane
- Verenigde Staten - Kissinger, Henry A., lid stuurgroep
- Verenigd Koninkrijk - Knight, Andrew
- Nederland - Kohnstamm, Max, lid adviesgroep
- België - Lambert, Baron, lid stuurgroep
- Griekenland - Lambrias, P.
- Nederland - Lennep, Jhr. Emile van
- Duitsland - Leonhard, Wolfgang
- Canada - Levesque, Jacques
- Verenigde Staten - Lewis, Flora
- Duitsland - Liesen, Klaus
- Zwitserland - Liotard-Vogt, Pierre
- Nederland - Luns, Joseph M.A.H.
- Zwitserland - Lutolf, Franz J., lid stuurgroep
- Canada - MacDonald, Donald S., lid stuurgroep
- Verenigde Staten - MacLaury, Bruce K., lid stuurgroep
- Verenigde Staten - Mahoney, David J.
- Verenigde Staten - Mathias, Charles McC., Jr.
- Verenigde Staten - McColough, C. Peter  * VS
- Duitsland - Mertes, Alois
- Verenigd Koninkrijk - Mills, John L.
- Verenigde Staten - Mondale, Walter F.
- Frankrijk - Montbrial, Thierry de
- Noorwegen - Moursund, To
- Zwitserland - Muller, Paul H.
- Nederland - Netherlands, Prince Claus of the Netherlands
- Zwitserland - Niquille, P. F.
- Noorwegen - Norlund, Niels, lid stuurgroep
- Zwitserland - Oswald, Heinrich
- Verenigde Staten - Pipes, Richard
- Italië - Prodi, Romano, lid stuurgroep
- Verenigde Staten - Rockefeller, David, lid adviesgroep
- Rogers, Bernard W.
- Verenigd Koninkrijk - Roll of Ipsden, Lord, lid adviesgroep
- Oostenrijk - Seidel, Hans
- Frankrijk - Seilliere, Antoine, lid stuurgroep
- Italië - Silvestri, Stefano, lid stuurgroep
- Verenigd Koninkrijk - Soames, Lord
- Duitsland - Sommer, Theo, lid stuurgroep
- Verenigde Staten - Stein, Herbert
- Verenigde Staten - Taylor, Arthur R., lid stuurgroep
- Luxemburg - Thorn, Gaston
- Verenigde Staten - Toon, Malcolm
- Zwitserland - Umbricht, Victor H., lid adviesgroep
- Noorwegen - Vatne, Hans
- Zwitserland - Verdonnet, Jean-François
- Zweden - Wallenberg, Marcus, lid stuurgroep
- Wechmar, Baron R. von
- Noorwegen - Werring, Niels, Jr.
- Verenigde Staten - Will, George F.
- Zweden - Wohlin, Lars
- Verenigde Staten - Yankelovich, Daniel
- Zwitserland - Z'Graggen, Andreas
- Verenigde Staten - Getchell, Charles, lid stuurgroep, rapporteur
- Verenigde Staten - Winthrop, Grant F., rapporteur
- Verenigde Staten - O'Connor, Patrick, observator
- Oostenrijk - Schwarzenberg, Prince Karl J., observator
- Portugal - Gomes, Jose Luis, toehoorder
- Duitsland - Hartmann, Hanno, toehoorder
- Nederland - Hoogendoorn, Anne , toehoorder
- Canada - McKechnie, Malcolm J., toehoorder
- Verenigde Staten - Muller, Charles, toehoorder
- Luxemburg - Reuter, Etienne, toehoorder
- Verenigde Staten - Roe, Raymond T., toehoorder
- Duitsland - Stoecker, F., toehoorder

1954 ·
1955 (1) ·
1955 (2) ·
1956 ·
1957 (1) ·
1957 (2) ·
1958 ·
1959 ·
1960 ·
1961 ·
1962 ·
1963 ·
1964 ·
1965 ·
1966 ·
1967 ·
1968 ·
1969 ·
1970 ·
1971 ·
1972 ·
1973 ·
1974 ·
1975 ·
(1976) ·
1977 ·
1978 ·
1979 ·
1980 ·
1981 ·
1982 ·
1983 ·
1984 ·
1985 ·
1986 ·
1987 ·
1988 ·
1989 ·
1990 ·
1991 ·
1992 ·
1993 ·
1994 ·
1995 ·
1996 ·
1997 ·
1998 ·
1999 ·
2000 ·
2001 ·
2002 ·
2003 ·
2004 ·
2005 ·
2006 ·
2007 ·
2008 ·
2009 ·
2010 ·
2011 ·
2012 ·
2013 ·
2014 ·
2015 ·
2016 ·
2017 ·
2018 ·
2019 ·
2020 ·
2021 ·
2022 ·
2023